# فرنسيس بيل
فرنسيس بيل (31 مارس 1851 في نيوزيلندا - 13 مارس 1936 بويلينغتون في نيوزيلندا) (بالإنجليزية: Francis Bell)‏ هو دبلوماسي ومحامي وسياسي ولاعب كريكت نيوزلندي.

## وصلات خارجية
- فرنسيس بيل على موقع إي آس بي آن كريك إنفو (الإنجليزية)